# Legend of the Five Rings
Legend of the Five Rings (englisch für Legende der fünf Ringe), oft auch als „L5R“ abgekürzt, ist eine fiktive Spielwelt. Diese ist Schauplatz eines Sammelkartenspiels und eines Rollenspiels. Sie ist einem mythologischen Japan mit Lehnswesen nachempfunden, enthält aber auch Elemente anderer ostasiatischer Kulturen. Konzipiert und gestaltet wurde Legend of the Five Rings 1995 von der Alderac Entertainment Group. Der Titel geht auf den in Japan berühmten Samurai Miyamoto Musashi zurück, der Das Buch der Fünf Ringe schrieb.

## Rollenspiel
Das Rollenspiel wurde in Deutschland zunächst vom Verlag Welt der Spiele verlegt, die 4. Edition erschien am 28. Oktober 2010 beim Uhrwerk Verlag.

### Grundlegendes
Legend of the Five Rings (L5R) ist ein Rollenspielsystem, angesiedelt in einem Land namens Rokugan, das einer Mischung aus feudalem Japan und China nachempfunden ist. Der Spieler übernimmt in diesem System die Kontrolle über einen Samurai, Gelehrten, Hofbeamten oder Shugenja (Elementarmagier).
Wertesystem, Waffen, Kampfkünste und deren Namen sind an historischen japanischen Vorbildern orientiert. Im Vordergrund des Rollenspiels stehen die Verhaltensweisen der Charaktere. Diese basieren auf romantisierten Vorbildern, bei denen der Ehrbegriff – gerade gegenüber „klassischen“ Rollenspielen – eine besondere Rolle spielt und „nicht unbewusst ehrlos zu handeln“ ein zentraler Punkt ist. Das Spiel setzt aus diesem Grund eine gute Kenntnisse des Grundregelwerks und der Werte insbesondere für den Spielleiter voraus. Die Werte orientieren sich dabei stark am Bushidōkodex und haben damit reale Hintergründe.

### Regel- und Spielsystem
Gewürfelt wird mit zehnseitigen Würfeln. Das System nutzt einen Mechanismus, der mit „Würfeln & Behalten“ (englisch Roll & Keep) bezeichnet wird. Dabei werden Angaben gemacht, die die Spieler dazu auffordern, eine bestimmte Anzahl von Ergebnissen aus einem Würfelwurf auszuwählen. Dieses System erlaubt es, Werte für den Spielercharakter zu erreichen, die in anderen Spielen, wie beispielsweise Shadowrun, aufgrund der Näherung an den statistischen Mittelwert seltener erreicht werden. Dazu wird die Notation 4b2 (englisch 4k2) für vier Würfel genutzt, von denen nur zwei Werte behalten werden.

### Auszeichnungen
Das Rollenspiel erhielt den Origins Award Rollenspiel 1997.

## Sammelkartenspiel
Es gibt verschiedene Basis-Editionen des Sammelkartenspiels:
- 1995: The Clan Wars (Imperial Edition, Emerald Edition, Obsidian Edition)
- 1998: The Hidden Emperor (Jade Edition, Pearl Edition)
- 2001: The Four Winds (Gold Edition)
- 2003: The Rain of Blood (Diamond Edition)
- 2005: The Age of Enlightenment (Lotus Edition)
- 2007: The Race for the Throne (Samurai Edition)
- 2009: The Destroyer War (Celestial Edition)
- 2012: The Age of Conquest (Emperor Edition)

Das Sammelkartenspiel erhielt mehrere Origins Awards für Kartenspiele:
- Bestes Kartenspiel 1996
- Beste Kartenspielerweiterung 1997 für Time of the Void
- Bestes Sammelkartenspiel 2007